# Spresiano
Spresiano is een gemeente in de Italiaanse provincie Treviso (regio Veneto) en telt 10.155 inwoners (31-12-2004). De oppervlakte bedraagt 25,6 km2, de bevolkingsdichtheid is 397 inwoners per km2.
De volgende frazioni maken deel uit van de gemeente: Spresiano, Lovadina e Visnadello.

## Demografie
Spresiano telt ongeveer 3931 huishoudens. Het aantal inwoners steeg in de periode 1991-2001 met 6,8% volgens cijfers uit de tienjaarlijkse volkstellingen van ISTAT.
| Jaar | Inwoneraantal |
| ---- | ------------- |
| 1991 | 8658          |
| 2001 | 9251          |

## Geografie
Spresiano grenst aan de volgende gemeenten: Silea, Carbonera, Casier, Ponzano Veneto, Preganziol, Quinto di Treviso, Paese.